# 34995 Dainihonshi
34995 Dainihonshi è un asteroide della fascia principale. Scoperto nel 1977, presenta un'orbita caratterizzata da un semiasse maggiore pari a 3,0380635 UA e da un'eccentricità di 0,2287600, inclinata di 1,09118° rispetto all'eclittica.